# Iglesia de la Asunción (Ligüerre de Ara)
La iglesia de la Asunción es un edificio situado en la localidad española de Ligüerre de Ara, en la provincia de Huesca.

## Descripción
El edificio se encuentra en la localidad española de Ligüerre de Ara, del municipio de Fiscal, perteneciente a la provincia de Huesca, en la comunidad autónoma de Aragón. Se menciona como iglesia parroquial del lugar en el décimo volumen del Diccionario geográfico-estadístico-histórico de España y sus posesiones de Ultramar de Pascual Madoz, donde aparece descrita con las siguientes palabras: «igl, parr. (la Asuncion), que comprende el anejo de San Justo, cuya vicaria perpetua se provee por el diocesano ó S. M.; teniendo el cementerio delante de la puerta con direccion al E. y fuera del pueblo».